# Piotr Marciniak (architekt)
Piotr Marciniak – polski architekt, urbanista, historyk, badacz poznańskiej architektury, profesor Politechniki Poznańskiej. Współautor obiektów biurowych i usługowych, w tym centrum handlowego Kupiec Poznański. Członek Stowarzyszenia Architektów Polskich, Izby Architektów RP, Docomomo International, European Architectural History Network. Wiceprezes poznańskiego oddziału SARP.

## Życiorys
Absolwent Politechniki Poznańskiej. Wykładowca na Wydziale Architektury PP. Autor
kilkudziesięciu publikacji poświęconych architekturze współczesnej, m.in. książki Doświadczenia modernizmu. Architektura i urbanistyka Poznania w czasach PRL.
W 1993 roku wraz z Piotrem Litoborskim założyli firmę Litoborski+Marciniak Biuro Architektoniczne. Zaprojektowali m.in. zespół biurowy Malta Office Park, budynki Enea przy ul. Strzeszyńskiej, centrum handlowe Kupiec Poznański. Współautor projektu własnego domu jednorodzinnego w Suchym Lesie, zrealizowanego w 2009, finalisty konkursu Życie w architekturze. W 2013 budynek zaprezentowany został we wrocławskim Muzeum Architektury na wystawie „Słynne wille Polski”.